# Ahmad Sanjar

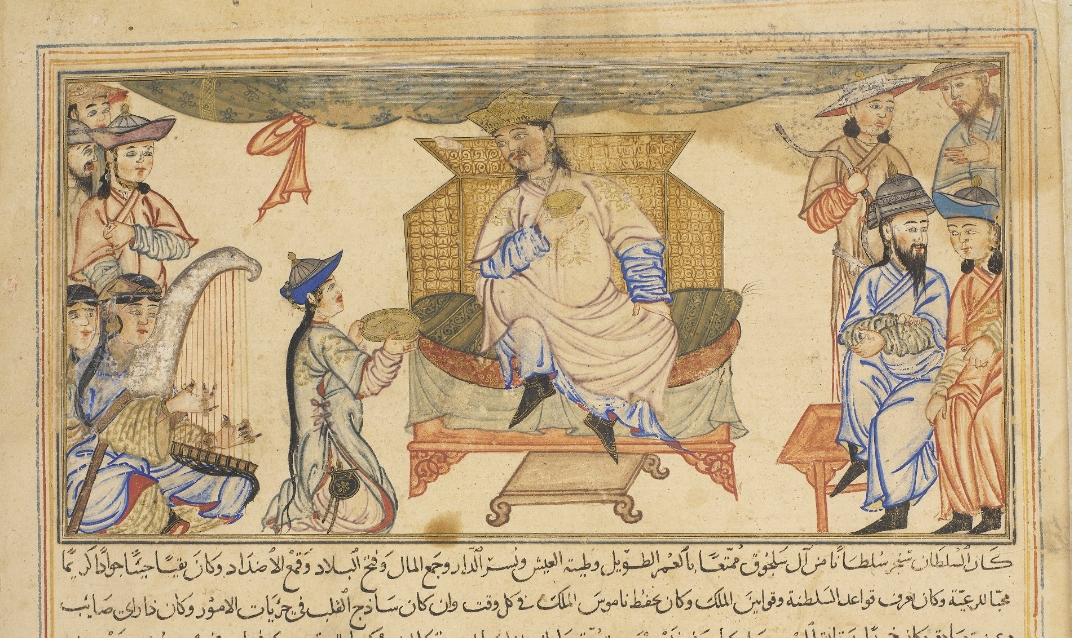
Ahmad Sanjar sentado en su trono

Ahmad Sanjar (en persa: احمد سنجر‎, de nombre completo Muizz ad-Dunya wa ad-Din Adud ad-Dawlah Abul-Harith Ahmad Sanjar ibn Malik-Shah), Ahmad-e Sanjar o, en turco, Ahmed Sencer, también conocido como sultán Sanjar (sanjar es una palabra turca que quiere decir 'quien penetra' o 'quien hunde'), fue un sultán selyúcida de Transoxiana y del Gran Jorasán. Nació en noviembre de 1072, hijo de Malik Shah I y de una concubina. A la muerte en 1118 de su hermanastro Muhammad Tapar, se convirtió en sultán mientras que su sobrino Mahmud II, hijo de Muhammad Tapar, reinaba sobre Irak. Murió el 8 de mayo de 1157 después de la conquista de su reino por el shah de Khwarizm Il-Arslan.

## Biografía
Eel imperio selyúcida cayó en la anarquía después de la muerte de Malik Shah I en 1092. Berkyaruk, su hijo mayor, tuvo que luchar contra la revuelta de varios de sus familiares; su tío, Tutush I, que ocupaba Damasco y Alepo, le disputó Persia, pero fue derrotado y muerto cerca de Rayy (26 de febrero de 1095). El resto del reinado de Berkyaruk se desarrolló luchando contra sus hermanos. Las posesiones selyúcidas se dividieron definitivamente en tres estados: el sultanato de Persia, que correspondió a Berkyaruk y sus hermanos; los reinos de Alepo y de Damasco, a los hijos de Tutush I; y el sultanato de Rum a Kilij Arslan I, hijo de Suleiman ibn Kutalmish.
El 1096/1097, Barkyaruk atribuyó a su tío Muizz al-Din Ahmad Sanjar el gobierno del Jorasán con residencia principal en Merv. Ahmad Sanjar era todavía joven, probablemente entre 10 y 12 años y fue enviado después de la revuelta abortada y la muerte de Arslan Arghun ibn Alp Arslan, siendo en ese momento solo un gobernador que llevaba el título de malik (según las monedas). En febrero/ marzo de 1105 falleció Berkyaruk, siendo su hijo, Malik Shah II, el sucesor designado, aunque en realidad fue su hermanastro Muhammad Tapar quién tomó el poder.
Tuvo como visir a Shams al-Wuzara Kutb al-Din Yusuf. Una de las primeras expediciones de Sanjar fue contra la provincia de Ghur. Sanjar tenía autoridad feudal sobre los qarajánidas (autoridad establecida por Malik Shah I) pero tuvo que intervenir alguna vez; el 1102 detuvo en Tirmidh la invasión de un pretendiente qarajániida y puso en el trono de Samarcanda a Arslan Khan Muhammad II. El 1104 Sanjar envió una expedición contra los ismaïlitas a Tabas. A la muerte en 1115 de Masud III ibn Ibrahim, sultán gaznávida, lo sucedió brevemente su segundo hijo Adud al-Dawla Shersad ben Masud (r. 1115-1116) que solo reinó un año y fue derrocado por su hermano Malik Arslan Shah, que lo hizo matar y se coronó en Gazni el 22 de febrero de 1116; hizo matar o cegar también a todos sus hermanos y el único que se escapó fue su hermanastro Bahram Shah, hijo de Masud y de otra esposa, que se encontraba en Zamindawar en aquel momento; este príncipe decidió luchar contra Arslan Shah y se sublevó en Tiginabad (de localización desconocida, pero seguramente próxima en Kandahar), pero fue derrotado y huyó hacia el Sistan y Kirman. Arslan Shah consolidó su autoridad; Bahram Shah (o Bahramshah) fue a Merv a la corte de Sadjar donde fue muy recibido; inicialmente Sanjar no quería intervenir, puesto que Arslan Shah era hijo de una hermana suya, pero finalmente cambió de parecer y decidió apoyar a Bahram. La fuerza selyúcida se reunió en Bust con las fuerzas del emir safárida de Sistan Tadj al-Din Abu l-Fadl Nasr ibn Khalaf y ambos ejércitos derrotaron a Malik Arslan Shah aunque de manera no decisiva; finalmente la batalla decisiva se libró en la llanura de Shahrabad Gazna  (1117), donde incluso con la utilización de elefantes por los gaznávidas, fueron derrotados. Sanjar entró en Gazni y puso a Bahram Shah en el trono como vasallo suyo tributario, anexionándose de los territorios orientales de los gaznávidas (el este del actual Afganistán); Malik Arslan Shah huyó hacia sus dominios en la India donde reunió un ejército con la ayuda del gobernador Muhammad ibn Ali de la familia de los Bu Halim Shaybani, y cuando las tropas de Sanjar abandonaron Gazna, regresó a su capital de la que Bahram Shah huyó sin intentar ningún tipo de resistencia. Sanjar envió una nueva expedición para restaurar a Bahramshah y al cabo de un mes las fuerzas selyúcidas volvieron a Gazni, capturando y ejecutando a Arslan Shah en septiembre/octubre de 1118.

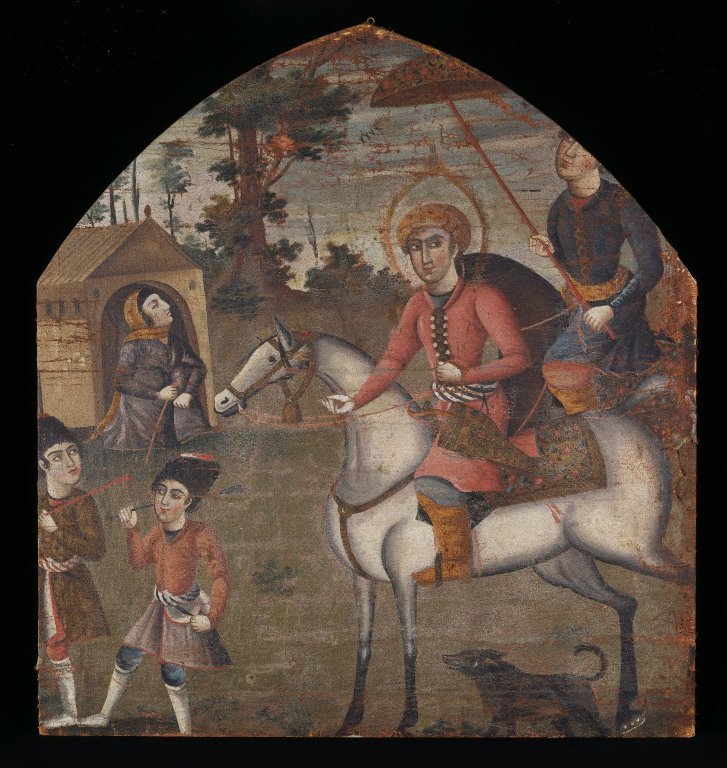
Sultán Sanjar y la mujer anciana. Museo de Brooklyn.

La muerte de Muhammad I Tapar el 18 de abril de 1118 dividió de nuevo a los selyúcidas. Su sucesor en Irak fue su hijo Mahmud II ibn Muhammad ibn Malik Shah.

### El reinado
Ahmad Sanjar gobernaba el Jorasán y la Transoxiana desde hacía más de veinte años y no pensaba ser vasallo de su sobrino Mahmud, al que no reconoció como sultán supremo (al-Sultan al-Muazzam). Marchó hacia Irak e infligió una derrota sangrienta a su sobrino, que huyó a Saveh, un lugar fortificado y seguro cerca de donde se había librado la batalla. Sanjar marchó entonces a Bagdad y Mahmud se vio obligado a tratar con su tío. Envió a su visir para negociar y después de un primer acuerdo, se entrevistó él mismo con Sanjar: consiguió seguir siendo sultán de Irak con tal que el nombre de su tío fuera pronunciado antes del suyo durante la khutba, siendo reconocido como sultan al-Muazzam, y siendo también designado heredero de su tío. El califa abásida al-Mustarshid concedió a Ahmad Sanjar el título de «Comendador de los creyentes». Las provincias de Mazanderan y Kumis y la villa de Rayy fueron entonces cedidas a Sanjar, que fue reconocido como shina (gobernador militar) de Bagdad. El 1126 su visir Muin al-Din Mukhtass al-Mulk hacía la guerra en el Kuhistan contra los ismaelitas.
El 1128, Ala al-Din Atsiz sucedió a su padre Kutb al-Din Muhammad como sah de Corasmia. Aunque vasallo de Sanjar, Atsiz ambiciona tener una cierta autonomía. En 1129/1130, Sanjar atravesó el Jihun (Amu Daria) para reprimir al gobernador de Samarcanda, que se negaba a pagarle el tributo. Después de un fuerte asedio la ciudad se rindió; Sanjar lo destituyó de sus funciones, le perdonó la vida y le reemplazó por uno de sus esclavos. El sah gobernador consiguió poco después recuperar el favor de Sanjar que le restableció en sus funciones anteriores (hasta que el 1132 puso en el trono a Mahmud, el tercer hijo de Arslan Khan Muhammad y de Terken Khatun, una hermana de Sanjar). Mahmud II murió en 1131  y sus hermanos Masud, Toghril II y Saldjuk le disputaron la sucesión al joven hijo del difunto, Dawud I o Daud I ibn Mahmud y le derrotaron, aunque no se pusieron de acuerdo en quién de los tres sería sultán y sometieron la cuestión a Sanjar, quien designó a Toghrul II, que consiguió de hecho el poder (r. 1131-1134); Sanjar había derrotado a Masud en 1132 en Dinawar; pero la muerte de Toghrul dio paso a su hermano Masud (r. 1134-1152).
En 1133, Ahmad Sanjar y Atsiz hicieron una campaña conjunta en Transoxiana. Atsiz infligió una severa derrota a los cumanos o kipchacos y tomaron la fortaleza de Jand.

### Rivalidad con el sah de Jwarizm, Atsiz
Hacia 1135, las relaciones entre Atsiz y Ahmad Sanjar se deterioraron durante una campaña contra el gaznávida Bahram Shah que, protegido por Sanjar, había reinado sin casi incidencias hasta 1135, pero que en ese año había intentado liberarse de la tutela del sultán. Atsiz entró en Afganistán y ocupó Gazni. Bahram Shah huyó aunque volvió poco después de jurar fidelidad a Ahmad Sanjar que lo restableció en su trono de Balkh. Ahmad Sanjar reprochó a Atsiz haber hecho matar fieles musulmanes.
En 1138 Atsiz se sublevó abiertamente contra Ahmad Sanjar. Ocupó una gran parte de la región que bordea el río Amu Daria para bloquear los movimientos del ejército de Ahmad Sanjar. Esto no impidió a este último ganar algunas batallas, en particular la toma de las fortalezas de Hazarasp. Sanjar ejecutó al hijo de Atsiz y ocupó Jwarizm. Intentó instalar a su sobrino Suleiman Shah ibn Muhammad, con un visir y un atabeg. Esa administración directa por los selyúcidas no obtuvo el apoyo de los corasmios. Después de que Sanjar abandonase Merv, Atsiz volvió de su refugio en el Gurgan, el pueblo se sublevó y expulsó a Suleimán Shah. Después de 1140 Sanjar llegó a un acuerdo de paz con los ismaelitas.
En 1141 el prestigio de Ahmad Sanjar continuaba siendo importante a pesar de todo. Atsiz juzgó prudente rendirle sumisión. Entonces los karlucos se sublevaron contra el qarajánida Mahmud Khan de Samarcanda y pidieron ayuda a los Kara-Kitais (los antiguos Kitán o Liao de los chinos); Mahmud solicitó ayuda a su soberano Sanjar. La corte corasmia solicitó a Sanjar marchar en campaña contra los Kara-Kitais: su gloria aumentaría y el país se encontraría protegido. Pero Sanjar sufrió una derrota seria contra los Kara-Kitais en la estepa de Katwan en Ushrusana, y los invasores penetraron en Corasmia. Trece mil hombres del sultán murieron en la batalla y su campamento fue capturado; su equipamiento, el harén y su primera esposa Tarkhan Khatun también fueron capturados. Esta derrota demostró al pueblo que Sanjar no era invencible contrariamente a lo que se creía hasta entonces.  Cuando Sanjar y Mahmud Khan se retiraron de Transoxiana ante los Kara-kitai se dirigieron hacia Jorasán, a Termez y Balkh, y Atsiz (que se había declarado vasallo de los Kara-kitais) y los invasores lo siguieron y tomaron Sarakhs y Merv. La primavera siguiente Atsiz ocupó Nishapur; y la khutba fue pronunciada en su nombre durante varios meses. Rashid al-Din Vatvat, poeta en la corte de Atsiz, escribió que los selyúcidas estaban en declive mientras que los khwarizmshahs aumentaban su poder.
Desde 1142, la autoridad de los selyúcidas en el Jorasán fue restablecida. Sanjar asedió a Atsiz en Urgendj y lo obligó a devolver el botín conseguido en Merv y en Nishapur (1143/1144). Atsiz siguió, sin embargo, mostrándose rebelde. Había considerado recurrir a los asesinos nizaritas para matar al sultán y para ejecutar a uno de sus embajadores. Sanjar se enteró del complot por un espía que tenía en la corte de Atsiz. La invasión de los Kara-kitais y de los corasmios provocó la fuga de los nómadas turcomanos de Jorasán que vivían de los pastos del país en Gurgan y Dihistán, en gran parte descendientes de las tribus oguz que fueron el principio del poder selyúcida. Además habían soportado una fuerte presión fiscal debido a las guerras de Sanjar desde 1135.
En 1147, una vez más Sanjar entró en Corasmia y tomó Hazarasp y Urgendj. En 1148, Sanjar aceptó la sumisión de Atsiz, hecha a regañadientes ya que se tenía que preocupar por su frontera con los qarajánidas.
En 1152 Sanjar obtuvo una victoria decisiva contra el Imperio gúrida de Ala al-Din Husayn que había penetrado en el Jorasán con la intención de conquistar territorio. Sanjar ganó la batalla e hizo prisionero a Ala al-Din Husayn. Este último fue reenviado a su territorio y se convirtió en vasallo de Sanjar.

### Sanjar y los oghuz
En 1153, la tribu túrquica de los oguz que ocupaban las regiones de Oxus, Khuttal y Tukharistán, se sublevó y dejó de pagar a Sanjar el tributo anual de cuarenta mil corderos. Para obligarles a pagar el tributo, Sanjar marchó contra ellos, pero fue derrotado dos veces y los oguz entraron en Merv y poco después él mismo Sanjar fue capturado por los nómadas. Se le trató en principio con consideración, pero después recibió malos tratos (pasó hambre y fue sometido a varias privaciones). Durante ese periodo de cautividad los oguz devastaron Jorasán, atacando las poblaciones y ejerciendo una gran violencia especialmente contra los administradores y los religiosos; otros elementos antisociales, especialmente los ayyars, se unieron a la devastación. El tiempo que estuvo cautivo fue su esposa Turkan Khatun quien ejerció el poder político, pero cuando la inseguridad aumentó el ejército ofreció el trono al antiguo qarajánida Mahmud Khan, que era hijo de una hermana de Sanjar, y que fue reconocido por el sultán del oeste Muhammad II ibn Mahmud (r. 1153-1154); de hecho, el poder efectivo pasó a varios emires como Muayyid al-Din Ay Aba a Nishapur, y a Ikhtiyar al-Din Ay Tak a Rayy; al poco de la muerte de su esposa en 1156, Sanjar consiguió escapar y llegar a Tirmidh y a Merv, la capital.
Durante el cautiverio de Sanjar, Atsiz continuó siendo fiel a los selyúcidas. El hermano de Atsiz marchó sobre el Jorasán y devastó el oasis de Baihaq (Sabzevar). Se dice que la despoblación de la región aún era perceptible catorce años después. El qarajánida Mahmud Khan, que había sido designado como gobernante del Jorasán por la parte del ejército de Sanjar que no se había unido a los oguz, empezó una negociación con Atsiz sobre el reparto del ejército del Jorasán. Atsiz y su hijo Il-Arslan abandonaron el Jorasán donde dejaron a un hijo del kan de los Kara-kitais como regente.
En 1156, Atsiz recibió la noticia de la evasión de Sanjar. Mahmud Khan y los emires selyúcidas lamentaron entonces haber invitado a su tierra al ambicioso Atsiz. Pero este no hizo ninguna provocación y felicitó a Sanjar por su liberación. El sultán se reunió con Mahmud Khan y pidió ayuda a los bawándidas y los gúridas para poner en guardia a los jefes oguz en caso de nueva rebelión.

### Fin del reinado
La esposa de Sanjar, Tukan Khatun falleció en 1156 antes de que Sanjar escapara; Atsiz murió también en 1156 dejando a su hijo Il-Arslan como heredero; y Ahmad Sanjar murió el 8 de mayo de 1157 a los 71 años.  Como no tenía descendentes masculinos, Jorasán y Transoxiana pasaron entonces bajo el control de Mahmud Khan y de los Khwarizmshahs. El qarajánida Mahmud Khan fue de nuevo reconocido como sultán legítimo por el ejército selyúcida, y resistió hasta su muerte, de 1162 o 1164, cuando el país pasó al khwarizmshah. Se conocen al menos ocho visires de Sanjar entre ellos Shihab al-Islam Abd al-Razzak (1117-1122), Muhammad ibn Sulayman Kashghari Yighan (o Toghan) Beg (1122-1124), Nizam al-Mulk Hasan (ca. 1152)

### Descendencia

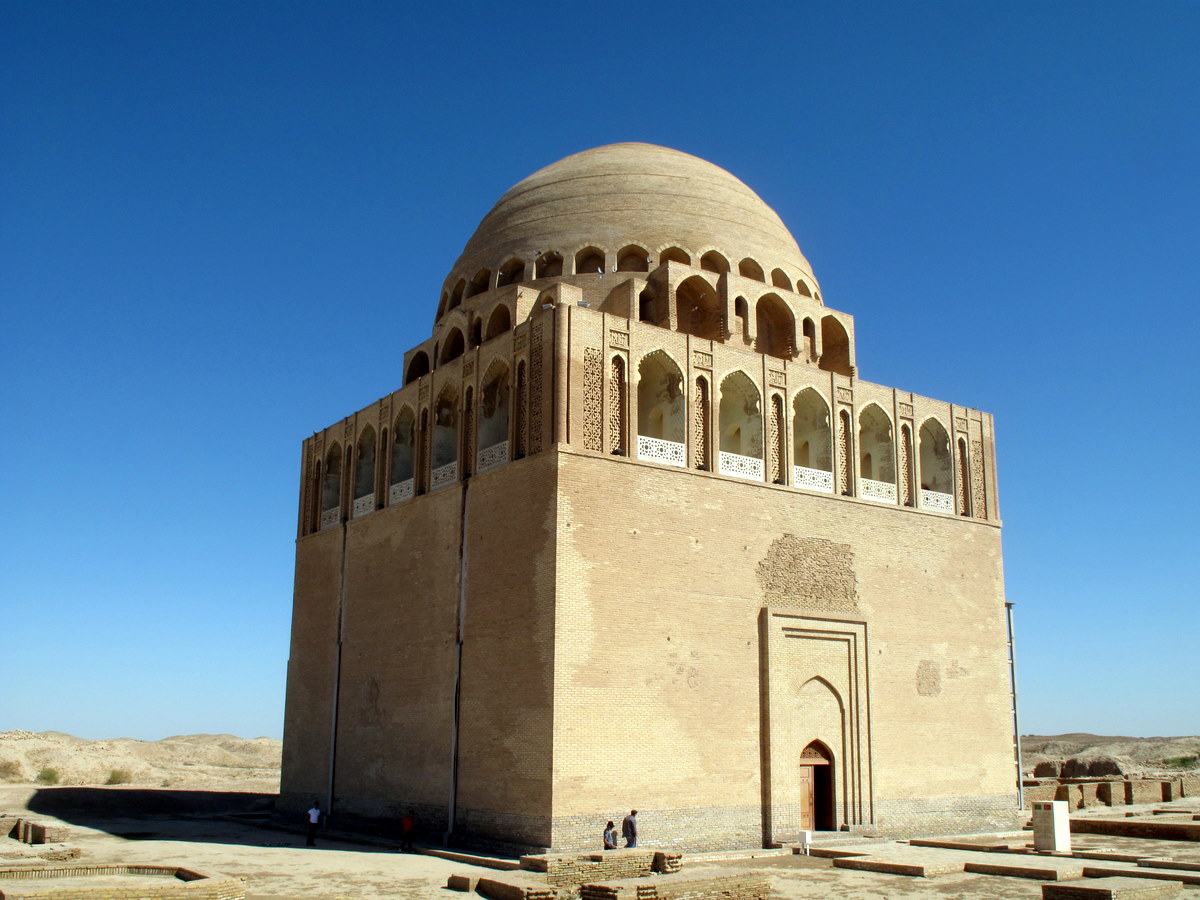
Tumba de Ahmad Sanjar en Merv (Turkmenistán) (reconstruida)

Ahmad Sanjar tuvo dos hijas, que fueron ambas esposas de su hermanastro Nasir al-Din Mahmud
El mausoleo del sultán Sanjar en Merv se ha conservado y ha sido objeto de restauraciones bajo la dirección de la UNESCO corrigiendo restauraciones precedentes realizadas durante la época de la Unión Soviética. Es uno de los raros monumentos identificables de la antigua capital selyúcida. La edificación es un cubo de ladrillo coronado por una cúpula que se levanta aislada en medio de la llanura.